# Agrostis idahoensis
Agrostis idahoensis är en gräsart som beskrevs av George Valentine Nash. Agrostis idahoensis ingår i släktet ven, och familjen gräs. Inga underarter finns listade i Catalogue of Life.